# Felice Centini
Felice Centini OFMConv (ur. w 1562 w Ascoli Piceno, zm. 24 stycznia 1641 w Maceracie) – włoski kardynał.

## Życiorys
Urodził się w 1562 roku w Pilesio, nieopodal Ascoli Piceno. W młodości wstąpił do franciszkanów konwentualnych, a następnie został prokuratorem generalnym zakonu. Był także członkiem Rzymskiej Inkwizycji. 17 sierpnia 1611 roku został kreowany kardynałem prezbiterem i otrzymał kościół tytularny San Girolamo dei Croati. 31 sierpnia tego samego roku został biskupem Mileto, a 2 października przyjął sakrę. Dwa lata później został przeniesiony do diecezji Macerata. W latach 1615–1616 i 1633 uczestniczył w procesach Galileusza i głosował za jego skazaniem. 28 listopada 1633 roku został podniesiony do rangi kardynała biskupa i otrzymał diecezję suburbikarną Sabina. Zmarł 24 stycznia 1641 roku w Maceracie.